# Província de Betanzos

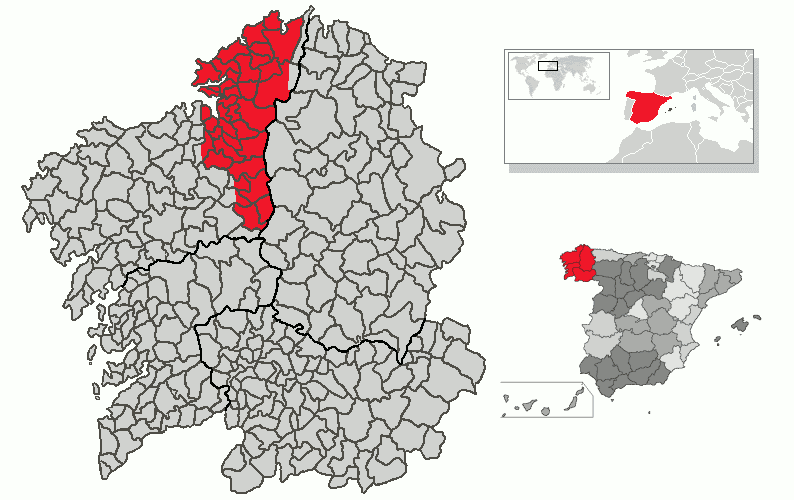
Superfície aproximada de la província de Betanzos.

La província de Betanzos va ser una de les set províncies en què estava dividida Galícia durant l'edat moderna. Tenia una superfície de 2.433 km².
Va desaparèixer el 1833 amb la nova divisió provincial que va crear el nou Estat liberal i va dividir Galícia en les quatre províncies actuals. La província de Betanzos va ser absorbida per la nova província de la Corunya. La seva capital era la vila de Betanzos.